# Eueides
Eueides is een geslacht van vlinders uit de familie Nymphalidae. De wetenschappelijke naam van het geslacht is voor het eerst geldig gepubliceerd in 1816 door Jacob Hübner.
De typesoort van het geslacht is Nereis dianasa Hübner, 1806.

## Soorten
- Eueides aliphera (Godart, 1819)
- Eueides crystalina Hall, 1921
- Eueides eanes Hewitson, 1861
- Eueides edias Hewitson, 1861
- Eueides emsleyi Brown, 1976
- Eueides heliconioides Felder & Felder, 1861
- Eueides isabella (Stoll, 1781)
- Eueides lampeto Bates, 1862
- Eueides libitina Staudinger, 1885
- Eueides lineata Salvin & Godman, 1868
- Eueides lybia (Fabricius, 1775)
- Eueides mereaui (Hübner, 1823)
- Eueides nigrofulva Kaye, 1906
- Eueides pavana Ménétriés, 1857
- Eueides procula Doubleday, 1847
- Eueides tales (Cramer, 1775)
- Eueides vibilia (Latreille & Godart, 1819)